# ويليام إتش مارستون
ويليام إتش مارستون (بالإنجليزية: William H. Marston)‏ هو شخصية أعمال أمريكي، ولد في 1835، وتوفي في 1926.